# Zinssensitivität
Als Zinssensitivität (oder Zinsempfindlichkeit, Zinssensivität) wird im Finanzwesen eine spezifische Preissensivität bezeichnet, die bei Finanzinstrumenten und Finanzprodukten auftritt und angibt, wie stark deren Barwert auf Änderungen des Marktzinses reagiert.

## Allgemeines
Von der Zinssensitivität sind nicht nur zinstragende Finanzinstrumente (wie Anleihen) und Finanzprodukte (wie Termingelder) betroffen, sondern beispielsweise auch Aktien. Je höher die Anleihenrendite im Vergleich zur Aktienrendite ist, umso geringer ist die Attraktivität von Aktien; ein steigendes Zinsniveau hat daher nicht nur (positive) Auswirkungen auf den Rentenmarkt, sondern auch (negative) Auswirkungen für den Aktienmarkt. Es gibt Wirtschaftszweige wie das Bankwesen, Versicherungswesen und Finanzdienstleister, deren Unternehmen (wie etwa Aktienbanken) besonders stark von der Zinsentwicklung betroffen sind.

## Anleihen
Die betriebswirtschaftliche Kennzahl der Duration ist der Maßstab für die Zinssensitivität einer Anleihe, gemessen in Jahren. Sie ist die durchschnittliche und am Barwert gewichtete Laufzeit der Cashflows innerhalb der Zinsbindungsfrist und misst entweder in der einfachen Form („Macauley-Duration“), nach welcher Zeitspanne die Hälfte des Barwerts der Zahlungsströme fällig ist oder nach der „modifizierten Duration“ die Sensivität linearer Approximationen für infinitesimal kleine Zinsänderungen.
Soll das Zinsrisiko von Anleihen durch Sicherungsgeschäfte abgesichert werden, so ist zu berücksichtigen, dass Kupon, Restlaufzeit und Credit Spread zu differenzierten Durationen führen, auf die ein sichernder Zinsswap abgestimmt werden muss. Weicht beispielsweise der Credit Spread einer Anleihe von dem des sichernden Zinsswaps ab, so werden sich die Zinssensitivitäten beider unterscheiden. Reagiert der Zinsswap weniger stark auf Zinsänderungen als die zu sichernde Anleihe, dann kann der Nominalwert des Zinsswaps geringer ausfallen als bei der Anleihe und umgekehrt. Dies lässt sich durch das Hedge Ratio {\displaystyle HR} wie folgt visualisieren:
{\displaystyle HR={\frac {Z_{A}}{Z_{Z}}}},
worin {\displaystyle Z_{A}} die Zinssensitivität der Anleihe und {\displaystyle Z_{Z}} die des Zinsswaps bedeuten. Ist dabei {\displaystyle HR=1}, so müssen die Nominalwerte von Grundgeschäft und Sicherungsgeschäft übereinstimmen.

## Bankwesen
Die gesamte Bankbilanz ist höchst zinssensitiv. Bei einem Zinsanstieg müssen Kreditinstitute ihre Aktiva an das gestiegene Zinsniveau anpassen (etwa durch Zinsgleitklauseln), während die Passivseite zeitlich später angepasst wird (Spareckzins), so dass ein Zinsänderungsrisiko weitgehend vermieden werden kann. Letztlich wird hierdurch die Zinssensitivität der Eigenmittel verringert, weil die Zinsertragsbilanz neutral ausfällt. Außerdem wirken Sicherungsgeschäfte eigenkapitalsichernd.

## Versicherungswesen
Da in der Lebensversicherung Kapitalanlagen (Sicherungsvermögen) vorkommen, ist auch hier die Zinssensitivität zu berücksichtigen. Es gibt zinssensitive Versicherungsprodukte, bei denen der Zinssatz der wesentliche Risikofaktor darstellt. In der Schaden- und Unfallversicherung spielt der Zins als Risikofaktor dagegen eine untergeordnete Rolle. Mit Hilfe der Gap-Analyse kann ermittelt werden, welche Differenz (englisch gap) {\displaystyle DG} zwischen den zinssensitiven Kapitalanlagen {\displaystyle SA} und den zinssensitiven Verbindlichkeiten {\displaystyle SL} besteht:
{\displaystyle DG=SA-SL}.
Gemessen werden diese Größen in Geldeinheiten. {\displaystyle DG} ist der Betrag, der in der betrachteten Rechnungsperiode wieder angelegt wird. Hat sich bei der Wiederanlage der Marktzins geändert, so ist diese nur zu den neuen Zinsbedingungen möglich.
Betroffen bei den Verbindlichkeiten ist vor allem die Bilanzposition der versicherungstechnischen Rückstellungen, weil die Cashflows der Versicherungsleistung sehr lange Durationen aufweisen. Die Zinssensitivität einzelner Versicherungsprodukte kann wie folgt abgestuft werden:
| Zinssensitivität | Versicherungstechnische Rückstellungen |
| ---------------- | --- |
| extrem hoch      | aufgeschobene Leibrente gegen jährliche Versicherungsprämie                                                                                       |
| sehr hoch        | aufgeschobene Leibrente gegen einmalige Versicherungsprämie                                                                                       |
| hoch             | sofort beginnende Leibrente gemischte Versicherung gegen jährliche Versicherungsprämie gemischte Versicherung gegen einmalige Versicherungsprämie |
| mittel           | Risikoversicherung |

Ziel wird es sein, die Durationen der Kapitalanlagen und der versicherungstechnischen Rückstellungen aufeinander abzustimmen und die Zinssensitivitäten auszugleichen.

## Schuldner im sonstigen Nichtbankensektor
Die Zinssensitivität spielt auch für sämtliche Schuldner im Nichtbankensektor und außerhalb des Finanzsektors eine Rolle. Ein hoher Verschuldungsgrad ist ein Indikator für hohe Zinssensitivität. Das gilt für alle Wirtschaftssubjekte wie Privathaushalte (Privatverschuldung), Unternehmen (Unternehmensfinanzierung) und den Staat (Staatsverschuldung) samt seiner Gebietskörperschaften. Je höher deren Verschuldung ist, umso empfindlicher reagieren sie auf Zinsänderungen durch die Geldpolitik der Zentralbanken. Bei Unternehmen des Nichtbankensektors ist das Anlage- und Umlaufvermögen im Regelfall wenig zinssensitiv. Eine hohe Zinssensitivität zeigt sich jedoch bei hoher Fremdkapitalquote oder Zinslastquote.
Besondere Bedeutung besitzt in Deutschland und anderen Staaten dagegen die Kommunalverschuldung, die sich durch die volkswirtschaftliche Kennzahl der Defizitquote und einem negativen Primärsaldo ausdrückt. Ein Großteil der Gemeinden kann seine Kreditzinsen nicht durch Zinserträge und Gewinnanteile decken. Dies spricht für eine hohe Zinsempfindlichkeit.

## Volkswirtschaftslehre
Insbesondere John Maynard Keynes hat 1936 eine Theorie der Zinsempfindlichkeit entwickelt, nach der sich eine Änderung des Marktzinses über die Finanzierungskosten direkt auf die unternehmerische Investitionsgüternachfrage auf dem Investitionsgütermarkt auswirke. Er hielt die Zinssensitivität der Investitionsneigung für gering und warnte vor einer Investitionsfalle, falls die Gewinnerwartungen der Unternehmen zu gering ausfielen. In ihrer allgemeinen Form konnte sie inzwischen falsifiziert werden. Sie gilt lediglich noch für Zinserhöhungen, wenn eine Investition primär rentabilitätsorientiert ist, nur durch Kreditaufnahme finanziert werden kann (Vollfinanzierung) und ihr kalkulatorischer Zinssatz knapp um die geforderte Mindestverzinsung liegt.
Im Falle einer linearen Investitionsfunktion könnte der Zusammenhang zwischen Zinssatz {\displaystyle i} und Investitionen {\displaystyle I} wie folgt aussehen:
{\displaystyle I=I_{aut}-a\cdot i}.
Dabei betrifft die Größe {\displaystyle I_{aut}} sämtliche anderen Einflüsse neben dem Zins (etwa Investitionen, die zinsunabhängig als strategische Investitionen vorgenommen werden). Die Größe {\displaystyle a} ist die Zinssensitivität der Investition.

## Abgrenzungen
Die Zinselastizität {\displaystyle ZEL} beschreibt einen anderen Sachverhalt. Sie ist die Reaktion der Investitionsgüternachfrage auf Zinsänderungen und mathematisch definiert als Verhältnis der relativen Investitionsänderung {\displaystyle \Delta {\frac {I}{I}}} zur relativen Zinsänderung {\displaystyle \Delta {\frac {i}{i}}}:
{\displaystyle ZEL={\frac {\Delta {\frac {I}{I}}}{\Delta {\frac {i}{i}}}}}.
Bei der Investitionsfalle ist die Zinselastizität gleich „Null“.
Die Zinsreagibilität gibt das Ausmaß an, ob und inwieweit die Wirtschaftssubjekte auf Zinsänderungen der Marktzinsen reagieren.